# 1373
Évszázadok: 13. század – 14. század – 15. század
Évtizedek: 1320-as évek – 1330-as évek – 1340-es évek – 1350-es évek – 1360-as évek – 1370-es évek – 1380-as évek – 1390-es évek – 1400-as évek – 1410-es évek – 1420-as évek
Évek: 1368 – 1369 – 1370 – 1371 –  1372 – 1373 – 1374 – 1375 – 1376 – 1377 – 1378

## Események
- I. Lajos magyar és lengyel király sereget indít Velence ellen. A Lackfi Miklós vezette sereg győzelmet arat Treviso mellett.
- június 30. – Lackfi serege vereséget szenved a velenceiektől, de Lajos király nem köt békét. A hadműveletek egy időre szünetelnek.

## Születések
- Francesco Foscari velencei dózse († 1457).
- II. Johanna nápolyi királynő († 1435).

## Halálozások
- március folyamán – IV. Konstantin örmény király (meggyilkolták, * 1324)
- július 23. – Svéd Szent Brigitta, Európa patrónája (* 1303)
- november 25. – II. Fülöp tarantói herceg (* 1329)